# شهرستان پوشنگ (شاآنشی)
شهرستان پوشنگ (به انگلیسی: Pucheng County) یک شهرستان در چین است که در واینان واقع شده‌است.